# Ulica Śródmiejska w Kaliszu

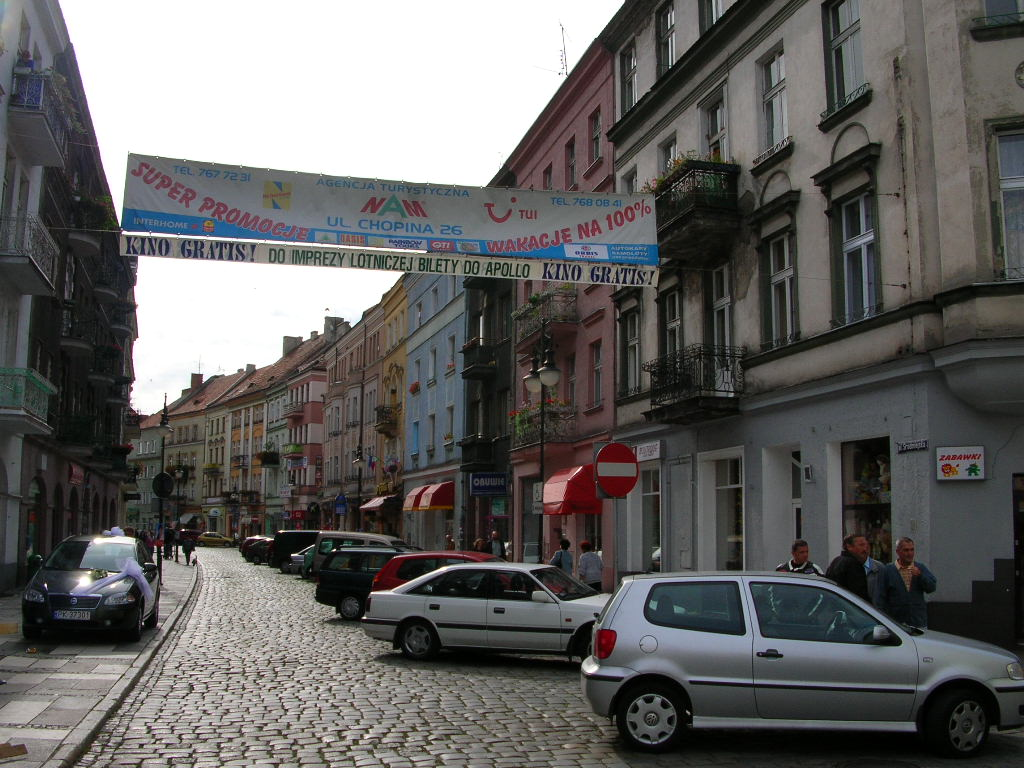
Ulica Śródmiejska widziana od strony Głównego Rynku

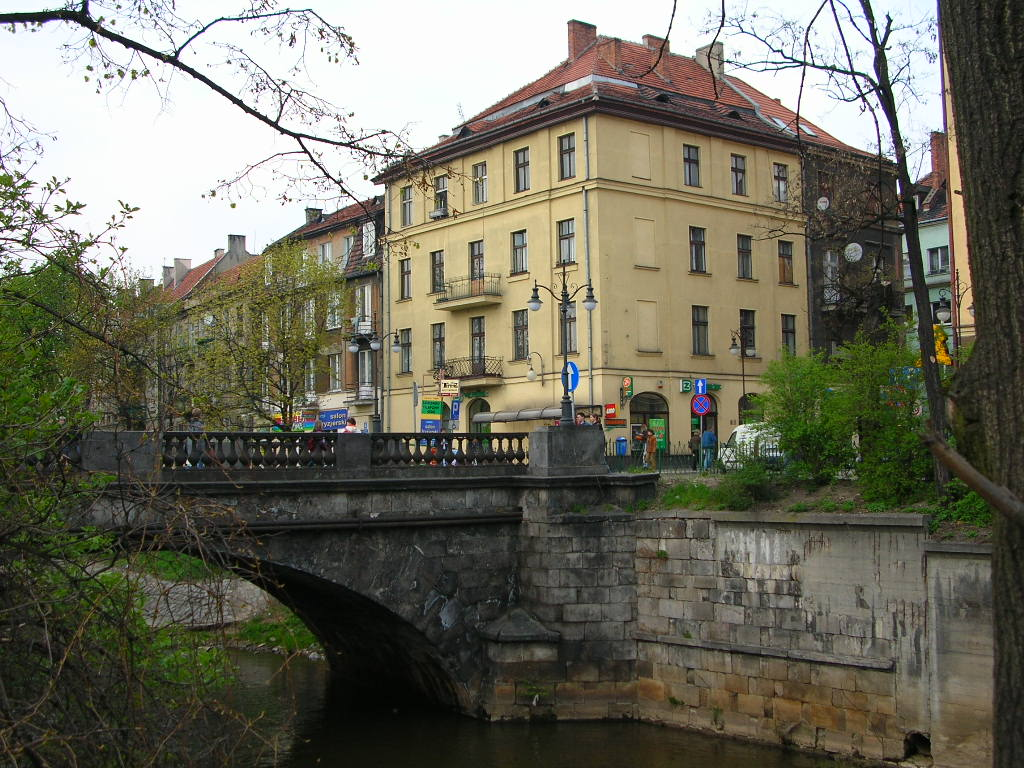
Most Kamienny

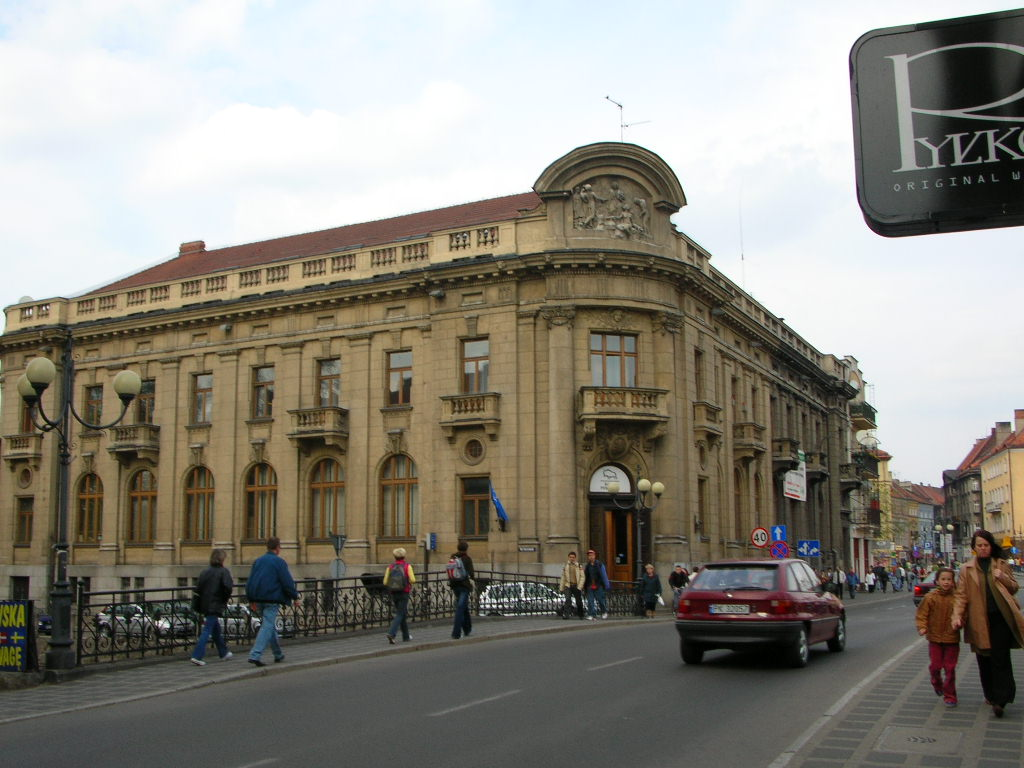
Budynek Banku Pekao

Ulica Śródmiejska – ulica w Kaliszu w dzielnicy Śródmieście. Ma ponad 600 metrów długości. Jest jedną z ruchliwszych ulic centrum miasta. Zalicza się do reprezentacyjnych ulic Kalisza.

## Przebieg
Ulica Śródmiejska zaczyna się na Głównym Rynku razem z ulicą Złotą. Od tego miejsca do skrzyżowania z ulicami Narutowicza i św. Stanisława należy do strefy zamieszkania. Po chwili poprzez most Kamienny przechodzi nad Prosną, krzyżuje się aleją Wolności, pokonuje Kanał Rypinkowski poprzez most Reformacki. Ulica Śródmiejska kończy się na skrzyżowaniu z trzema innymi ulicami - Nowym Światem, Harcerską i Górnośląską. Obowiązuje tu ruch jednokierunkowy w stronę przeciwną do kolejności numeracji budynków (w stronę Głównego Rynku). Odcinek od Głównego Rynku do alei Wolności jest wyłożony kostką brukową, dalej zaś ulica jest asfaltowa. 3 czerwca 2016 część ulicy (od skrzyżowania z ulicą Franciszkańską do ulicy Złotej) przekształcono w deptak.

## Obiekty

### Zabytki
- kamienica, nr. 4
- kamienica z oficynami, nr. 13
- kamienica, nr. 14
- Most Kamienny
- kamienica z oficyną, nr. 33
- kamienica (dawniej komenda garnizonu), nr. 34
- kamienica (dawniej koszary wojskowe), nr. 36
- Kościół św. Józefa i św. Piotra z Alkantary (róg ul. Harcerskiej)
- rogatka wrocławska

### Restauracje
- Mezalians, nr. 11
- Sphinx, nr. 16
- bar Szach, nr. 19
- Maguro Sushi Bar, nr. 20
- Antonio, nr. 21
- Kalmar, nr. 26

### Banki
- Credit Agricole, nr. 13
- PKO Bank Polski, nr. 24
- Bank Pekao, nr. 29
- Bank Millennium, nr. 37

### Inne
- sklep Społem, nr. 2
- drogeria Rossmann, nr. 6
- sklep Społem, nr. 12
- Powszechne Towarzystwo Emerytalne ING Nationale Nederlanden, nr. 21
- sklep firmowy Ery, nr. 21
- Kaliskie Centrum Osteoporozy, nr. 34
- Niepubliczny Zakład Opieki Zdrowotnej Rogatka Kaliska, nr. 34
- sklep Społem, nr. 35
- Spółdzielcza Kasa Oszczędnościowo-Kredytowa im. F. Stefczyka, nr. 35

## Ciekawostka
Most Reformacki nad Kanałem Rypinkowskim w XIX wieku nazywany był „Topionym” lub „Topielcem”. gdyż często zalewany był przez wodę, co wynikało ze zbyt niskiego położenia nad jej lustrem.

## Komunikacja
Po ulicy Śródmiejskiej jeżdżą dwie linie autobusowe Kaliskich Linii Autobusowych:
- 2 (Wyszyńskiego - Kampus PWSZ)
- 4 (Wyszyńskiego - Bażancia)

Poruszają się one na odcinku Górnośląska - al. Wolności. Przy ulicy znajduje się jeden przystanek koło Złotego Rogu.